# دم‌پنبه‌ای بیابانی
دم‌پنبه‌ای بیابانی (نام علمی: Sylvilagus audubonii) نام یک گونه از سرده خرگوشک‌های دم‌پنبه‌ای است.

## نگارخانه

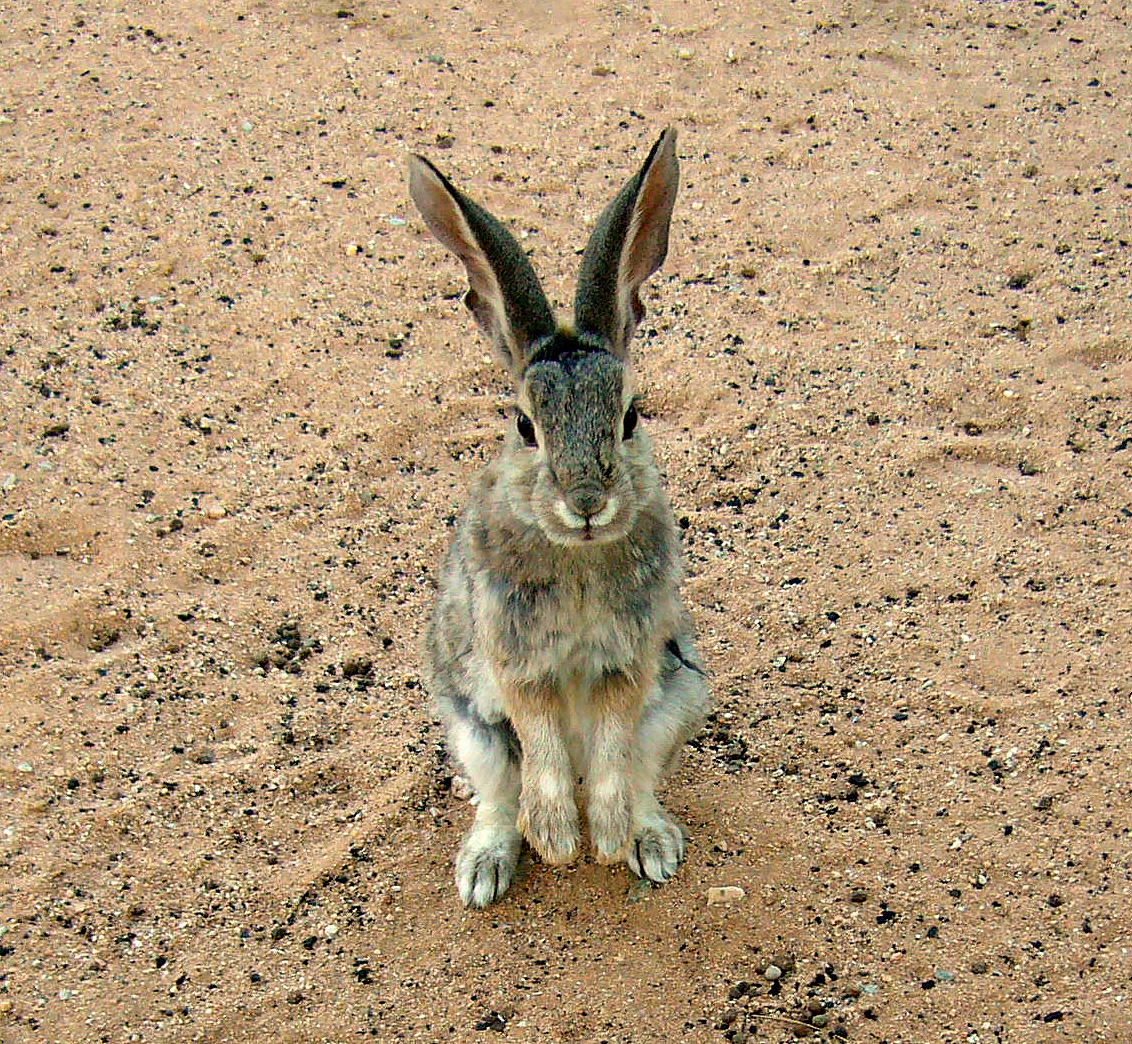
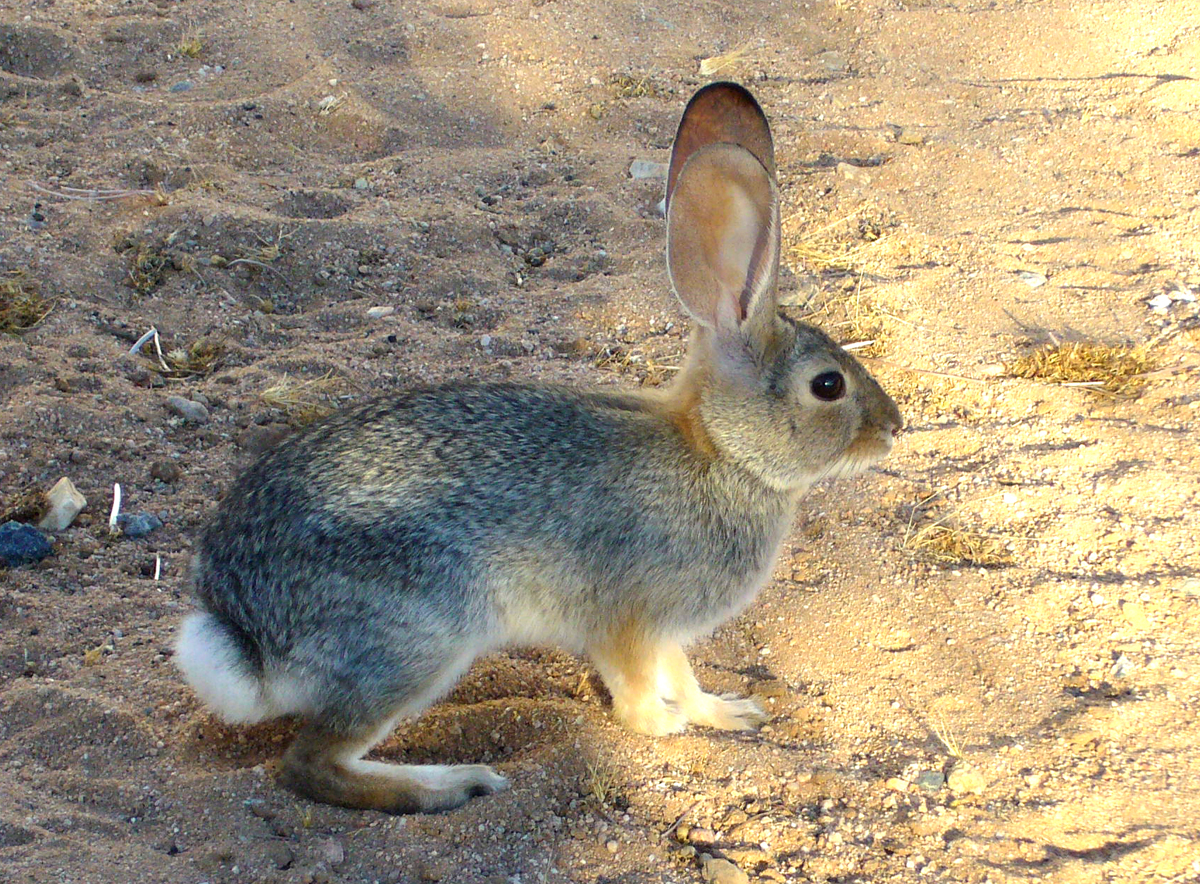
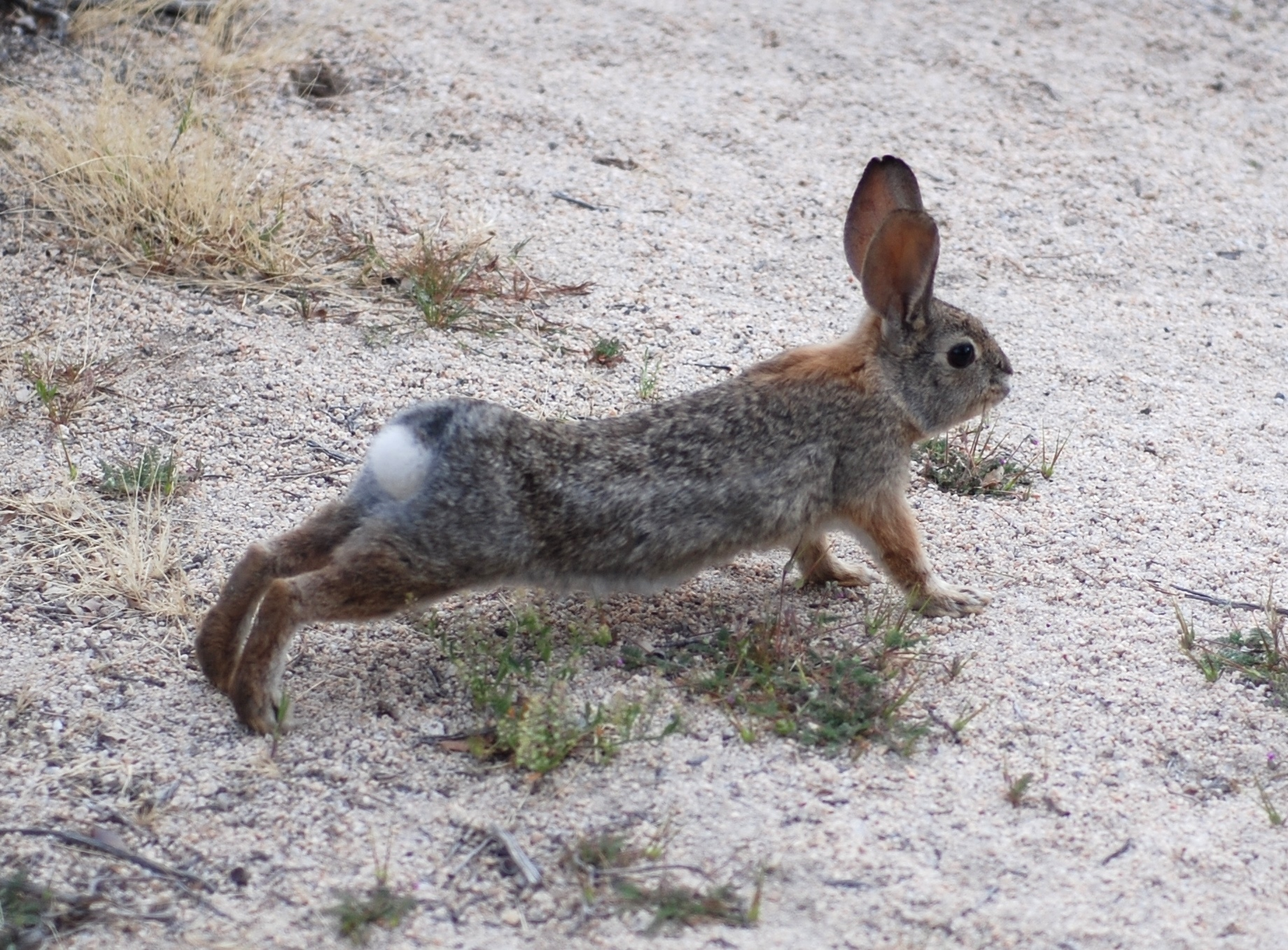
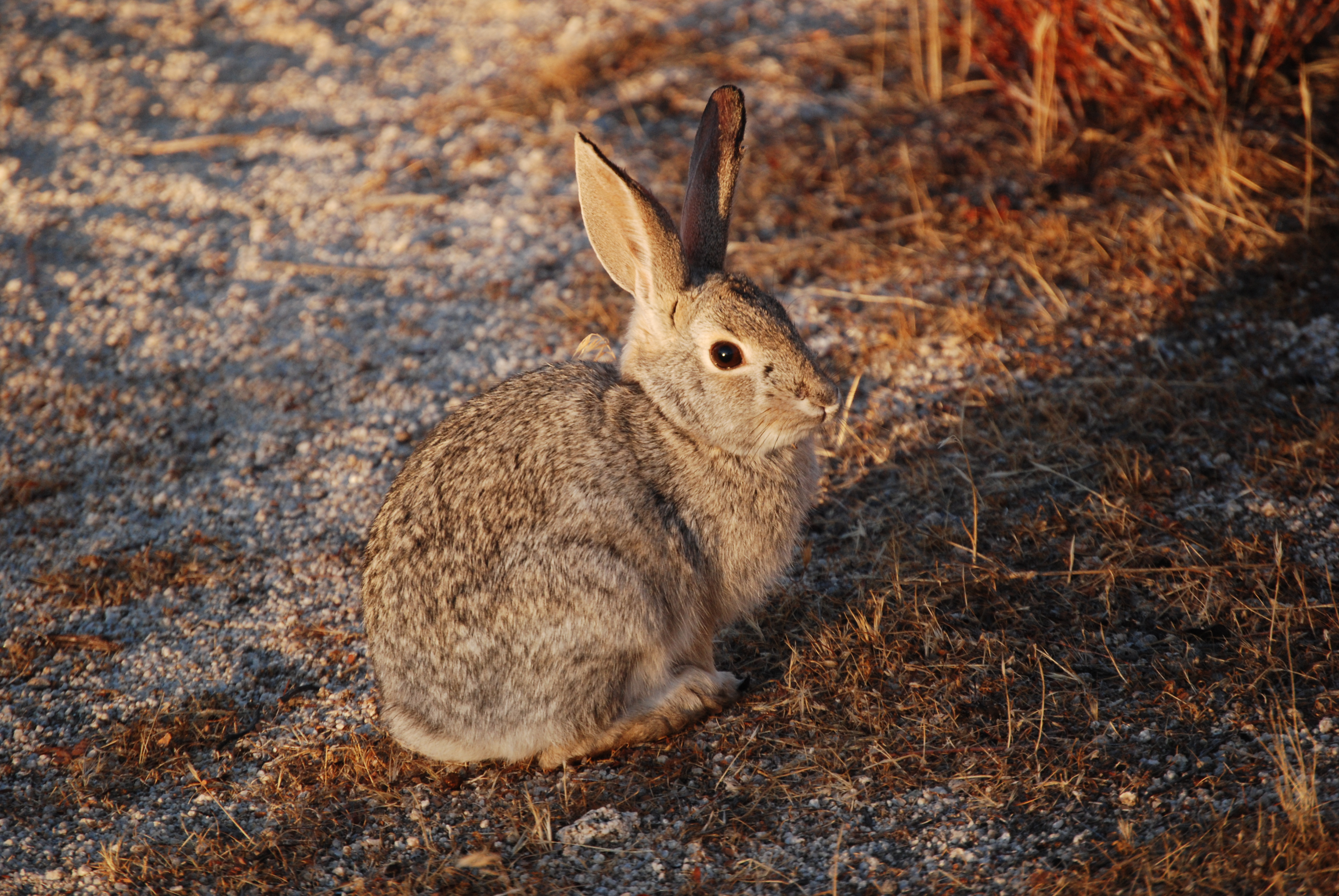
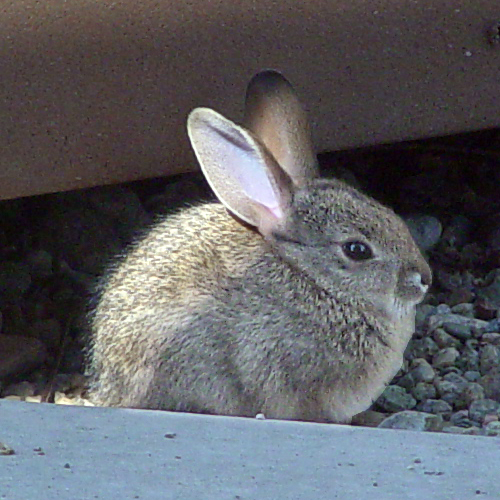
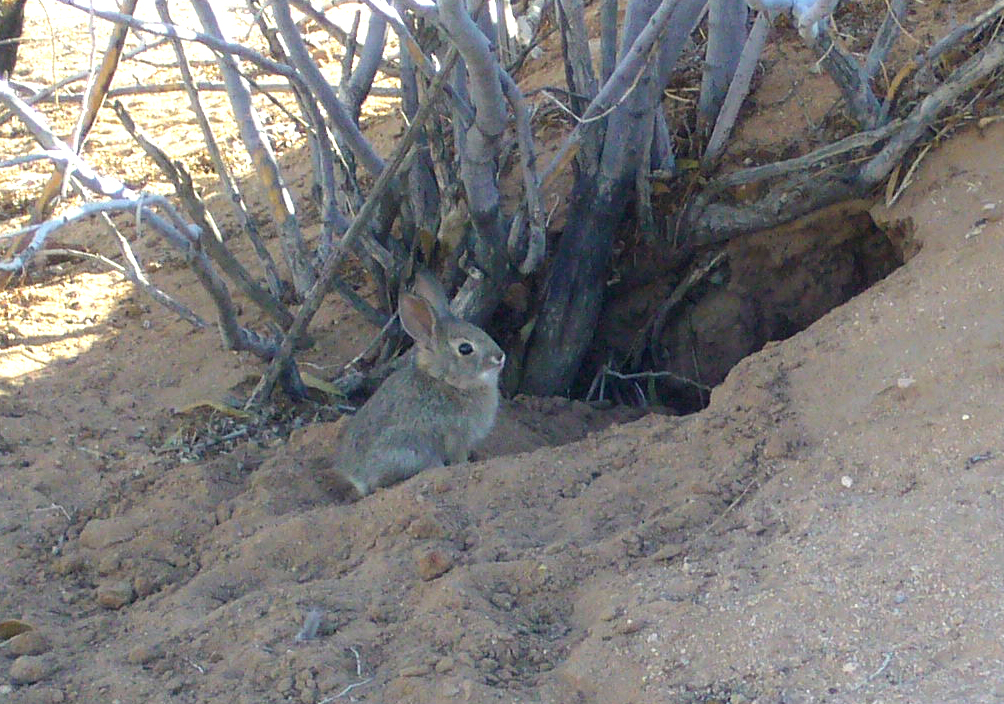
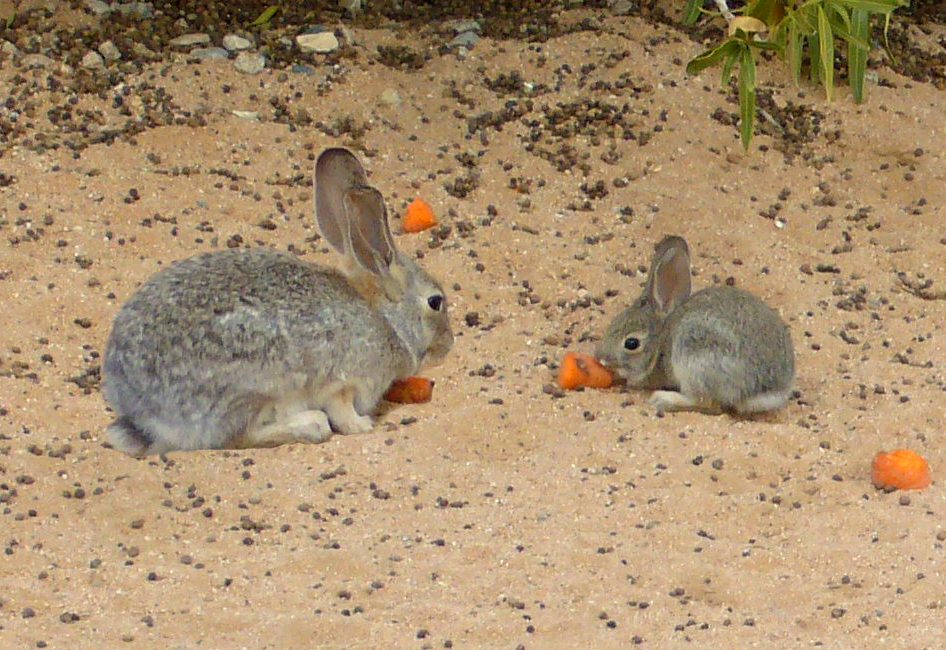